# Opération Wringer
L'opération Wringer fut la première opération de renseignement systématique de masse sur l'URSS qui fut menée de 1946 à 1954 par les États-Unis dans le contexte de la Guerre Froide et de la rivalité mondiale croissante entre les deux puissances.
Elle fut de 1945 à 1954 et avant la création des programmes d'espionnage aériens systématiques la première source d'informations de la défense américaine et exploitée à l'échelle industrielle.

## Contexte Historique
A la sortie de la Seconde Guerre Mondiale, les Etats-Unis dans le conflit de guerre froide naissante qui les opposait à leurs homologues soviétiques ne possédaient pas encore de service centralisé d'analyse et d'espionnage chargé de coordonner l'ensemble des opérations et de synthétiser l'ensemble des informations dans l'objectif de déterminer et sélectionner les cibles stratégiques à frapper prioritairement en cas de conflit.
En effet, la CIA ne fut créée qu'en 1947 sur ordre du président Harry S Truman.
Elle fut menée par l'US Air Force (USAF) et plus précisément par la Direction of Information (ou DOI) basée dans la capitale fédérale Washington et . Son théâtre d'opération concerna deux continents : l'Europe et l'Asie.

## Déroulement
L'opération Wringer était basée sur un interrogatoire et un débriefing systématique des prisonniers de guerre allemands de retour de captivité en URSS après la Seconde Guerre mondiale. Elle eut lieu de décembre 1946 au milieu de l'année 1954.
L'opération prend sa source avec le major Robert F. Work alors basé en Autriche et qui après longuement interrogé des aviateurs allemands pendant la Seconde Guerre mondiale, partage les vues du général Charles Cabell, responsable de la DOI. Ce dernier estimait que l'URSS ne respectait les États-Unis que dans le cadre d'un rapport de force.
Le nom du programme est trouvé en juin 1949.
En Europe, l'opération est menée par le 7001th Air Intelligence Service en Allemagne de l'Ouest à Wiesbaden. Il emploie au démarrage 40 officiers, 101 membres de l'armée de l'air et 103 personnes étrangères en majorité allemande dont des ingénieurs et anciens officiers qui disposent des connaissances nécessaires pour mener les entretiens.
Chaque prisonnier relâché par les forces soviétiques et de retour des camps de prisonniers dans son pays, était interrogé avec son accord dans des camps de réfugiés au nombre d'une centaines proches des grandes agglomérations en Allemagne.
Les résultats et synthèses, combinés aux photos allemandes prises pendant la Seconde Guerre mondiale et d'autres sources, sont transmis directement à Washington.
Ils permettent d'alimenter directement le USAF Bombing Encyclopedia, une base de données qui regroupait l'ensemble des sites d'intérêts stratégiques dont géographiques, militaires, industrielles pour la flotte des bombardiers de la flotte aérienne américaine. Les cibles étaient déterminées par le Strategic Air Command (ou SAC).
Les informations permettaient également de mettre à jour les cartes de navigation.
Un partage de l'information est mis en place avec les services de renseignements britanniques et allemands.

## Résultats & conséquences
300 000 prisonniers allemands, autrichiens, coréens et japonais furent interrogés générant plus de 100 000 rapports d'analyse. L'opération employa 1 800 personnes dont du personnel militaire et civil déployé en Allemagne de l'Ouest, Autriche et Japon.
Elle fournit 50% des informations pour déterminer les cibles stratégiques aux forces de bombardement américaine sur le territoire de l'URSS.
Toutefois, malgré les moyens déployés et nombre de prisonniers interrogés, les États-Unis ne possédaient au milieu des années 1950 qu'une vision restreinte du potentiel de leur adversaire.
De plus, la majorité des installations industrielles et militaires de l'Union Soviétique avaient été déplacées vers la chaine montagneuse de l'Oural à la suite de l'invasion allemande de 1941, lors de l'opération Barbarossa. De plus, la présence de l'épaisse couche nuageuse qui recouvre le nord de l'Europe et de l'URSS environ 200 jours par an, compliquait du même coup leur localisation et rendait tout bombardement ultérieur impossible.
Pour l'ensemble de ces raisons, l'Armée américaine puis la CIA nouvellement créée, investirent pour lever ses difficultés dans les programmes des avions espions pour favoriser l'espionnage aérien systématique tel que l'A-12 démarré à partir de 1954, le U-2 ou encore le SR-71.
L'opération Wringer a cependant marqué historiquement le déploiement de l'intelligence analytique à l'échelon industriel dans le cadre de l'espionnage entre nations.
Elle marqua également un rapprochement de l'Allemagne de l'Ouest et des États-Unis face à la menace grandissante générée par l'URSS et ses satellites en Europe de l'Ouest et détectée par l'opération.